# O'Reilly Media
O'Reilly Media, abans anomenada O'Reilly & Associates, és una empresa editorial dels Estats Units dedicada principalment a la publicació de llibres relacionats amb la programació informàtica. Resulta característica la utilització com a distintiu d'imatges d'animals a les seues portades com un camell, un ratolí o una llama. El Safari Bookshelf (Prestatgeria Safari) compta amb els textos complets de més de 1000 llibres tècnics disponibles com mostra o per subscripció; i també inclou llibres d'altres editorials com Adobe Press, Alpha Books, Cisco Press, Financial Times Prentice Hall, Microsoft Press, New Riders Publishing, Peachpit Press, Prentice Hall, Prentice Hall PTR, Que i Sams Publishing. O'Reilly Media també publica llibres de viatge sota el títol "Traveler's Tales" (Històries d'un caminant) i d'atenció mèdica sota el títol "Patient-Centered Guides" (Guies centrades en el pacient).
O'Reilly ha adoptat el dret d'autor 1790 Copyright Durations, que limita els drets màxims de protecció a 28 anys; molt menys que la duració normal utilitzada per la majoria de companyies.
A més de les publicacions, la companyia patrocina conferències anuals i serveis en línia per a la comunitat del programari lliure.